# Cheops (Arethusa Pers)
Cheops is de 64e uitgave van de Baarnse Arethusa Pers van Herber Blokland waarin het gedicht Cheops van J.H. Leopold (1865-1925) is afgedrukt.

## Geschiedenis
Het gedicht Cheops werd geschreven voor 16 november 1914 en voor het eerst gepubliceerd als privé-uitgave van de dichter, in november/december 1914. Het verscheen daarna in 1916 bij De Zilverdistel. De onderhavige was de volgende bibliofiele uitgave van het gedicht die verscheen ter gelegenheid van het afscheid van Guus Sötemann op 29 augustus 1985 als hoogleraar Nieuwere Nederlandse letterkunde aan de Rijksuniversiteit Utrecht. (In hetzelfde jaar verscheen nog een uitgave van het gedicht bij de Regulierenpers.)

### Uitgave
De uitgave beslaat 24 pagina's op groot formaat, waarvan op p. [6] een facsimile van een handschrift van de eerste regels is afgedrukt. Op de pagina's 17 tot en met 21 geeft H.T.M. van Vliet een toelichting waarin de geschiedenis van de totstandkoming van het gedicht en de diverse uitgaven worden beschreven. Het colofon staat op p. [23].
Van de uitgave verschenen 100 exemplaren. Daarvan werden de eerste X romeins genummerd van I tot X en in heelleer gebonden. De nummers XI-XX werden in halfleer gebonden waarvan de platten werden overtrokken met marmerpapier. De XX exemplaren werden gevat in een schuifhoes waarop de titel van het gedicht is afgedrukt. De nummers 1-80 werden hetzij in linnen gebonden, hetzij gebrocheerd. De tekst werd gezet uit de Garamont en met de hand gedrukt door Vincent Loosjes. Het brocheer- en bindwerk werd uitgevoerd door Geert van Daal.